# 유야마 쿠니히코
유야마 쿠니히코(일본어: 湯山 邦彦 유야마 구니히코[*]1952년 10월 15일 ~ )는 일본의 애니메이션 감독이다.

## 작품만화
- 고래 호세피나 (1979년)
- 돈키호테 (1980년)
- 마법의 프린세스 밍키모모 (1982년)
- 프라리스 산세로 (1983년)
- 환몽전기 레다 (1985년)
- 원다리아 (1986년, 극장판)
- 달타냥의 모험 (1987년)
- 애천사전설 웨딩피치 (1995년)

## 참가작품(연출)
- 은하철도 999
- 마법소녀 티클
- 타임보간 시리즈 3
- 우주전사 발디오스
- 미래경찰 우라시맨
- 포켓몬스터 극장판 모두의 이야기
- 란포
- 타임보간 시리즈 4
- 명탐정 홈즈